# 꾀돌이

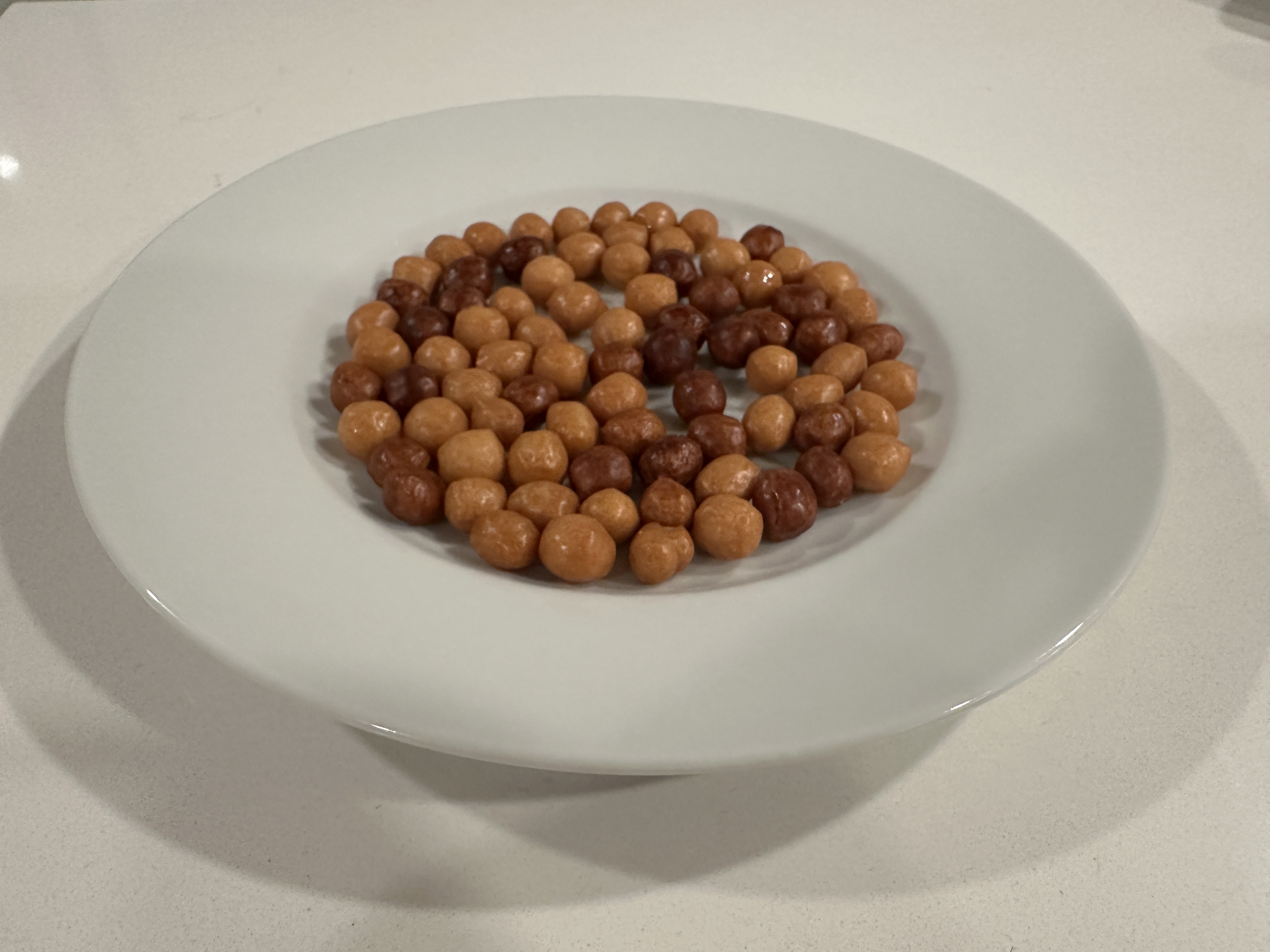
접시에 담긴 꾀돌이

꾀돌이는 대한민국의 과자 제품이다. 과자 한 봉지에는 바삭하고 달콤짭짤한 초콜릿 코팅 구슬이 많이 들어있다. 1980년대 중반부터 생산되었지만, 젊은 세대가 오래된 한국 과자에 관심을 가지는 경향에 따라 2010년대에 인기가 크게 부활했다.

## 같이 보기
- 아폴로 (사탕) – 또 다른 추억의 과자
- 쫀드기 – 또 다른 추억의 과자